# Teretiopsis abyssalis
Teretiopsis abyssalis é uma espécie de gastrópode do gênero Teretiopsis, pertencente a família Raphitomidae.